# The Least We Can Do Is Wave to Each Other
The Least We Can Do Is Wave to Each Other ist das zweite Studioalbum der Progressive-Rock-Band Van der Graaf Generator das im Februar 1970 auf Charisma Records erschienen. Es war das erste Album der Gruppe, das in ihrer Heimat veröffentlicht wurde, und das einzige, das dort mit Platz 47 die Top 50 der britischen Albumcharts erreichte.

## Entstehungsgeschichte
Nachdem Peter Hammill mit dem Vorgängeralbum The Aerosol Grey Machine unter dem Bandnamen Van der Graaf Generator aus dem Vertrag mit Mercury Records ausscheiden konnte, wechselte er mit der Band zu Charisma Records. Die Band formierte sich neu: zu Peter Hammill, Hugh Banton und Guy Evans stießen als neue Mitglieder Saxophonist David Jackson und Bassist Nic Potter dazu, nachdem sein Vorgänger Keith Ellis zu Juicy Lucy wechselte.
Die Band begann im September 1969 mit den Proben für ein neues Album. Hammill schrieb die meisten Songs und legte die fertigen Stücke seinen Bandkollegen vor. Die Arrangements wurden von allen Mitgliedern der Gruppe gemeinsam ausgearbeitet, insbesondere Banton und dem neuen Mitglied, dem Jackson, und einige Stücke wurden von der gesamten Band gemeinsam improvisierte. Banton hatte einen Hintergrund als Kirchenorganist und fand, dass seine Begeisterung für moderne französische klassische Musik gut mit Hammills Songwriting harmonierten.
Mitte Dezember 1969 begannen die Aufnahmen im Tonstudio. Die gut auf einander eingespielte Band konnte die Aufnahmen zügig beenden, was Bassist Nic Potter Zeit gab, einige Stücke mit der E-Gitarre zu unterlegen.
After the Flood war das erste Stück der Band, das auf einem 16-Spur-Tonbandgerät aufgenommen wurden, die übrigen wurden noch auf 8 Spuren aufgezeichnet. Trotzdem erreichte die Band ein sehr volles Klangbild, vor allem dank Banton, der seine Hammond-Orgel um zahlreiche Effekte wie Echo, Hall und Verzerrer erweiterte, und Jackson, der zeitweise zwei Saxophone gleichzeitig spielte.
Am Anfang von Darkness fügte Produzent John Anthony Soundeffekte aus der BBC-Soundbibliothek hinzu und ließ Hammills Stimme für einen Teil von After the Flood durch einen Tremoloverzerrer laufen. Mike Hurwitz spielte bei Refugees Cello. Banton wurde zwar als Komponist des Stücks genannt, aber nicht als Songwriter erwähnt. Er arrangierte auch ein neunköpfiges Orchester für eine Neuaufnahme des Titels, die später als Single veröffentlicht wurde. Bei White Hammer spielte Gerry Salisbury das Kornett.

## Veröffentlichung
In Großbritannien wurde das Album im Februar 1970 veröffentlicht. Tony Stratton Smith, der Gründer von Charisma Records, war mit Anthonys Produktion unzufrieden und beauftragte Shel Talmy, es neu abzumischen. Die erste Pressung wurde mit Talmys Mix veröffentlicht, doch die Band war unzufrieden und überzeugte Charisma, Anthonys Remix zu erlauben, der auf allen folgenden Veröffentlichungen erschien. Auf dem Cover widmete die Band das Album „L & M, without whom everyone would have been much happier“ (deutsch: „L & M, ohne die alle viel glücklicher gewesen wären)“, eine Kritik an Lou Reizner und Mercury Records. Die erste US-Ausgabe des Albums wurde ebenfalls 1970 von der Probe-Records-Abteilung von ABC Records veröffentlicht, sie hatte ein von der britischen Version abweichendes Coverart.
Der Albumtitel stammt von dem Ausspruch des britischen Künstlers John Minton (1917–1957): „We're all awash in a sea of blood, and the least we can do is wave to each other“ (deutsch: „Wir sind alle in einem Meer von Blut, und das Mindeste, was wir tun können, ist, einander zuzuwinken“).
Um das Album zu promoten, spielte die Band Darkness (11/11) und After the Flood bei einer Session für BBC Radio 1. Diese Aufnahmen wurden später auf dem Box-Set The Box veröffentlicht. Im April 1970 spielte die Band Darkness und Whatever Would Robert Have Said? für die deutsche Fernsehsendung Beat Club ein, in der auch Jethro Tull auftrat
Im April 1970 wurde eine verkürzte Version von Refugees als Single ausgekoppelt.

## Inhalt

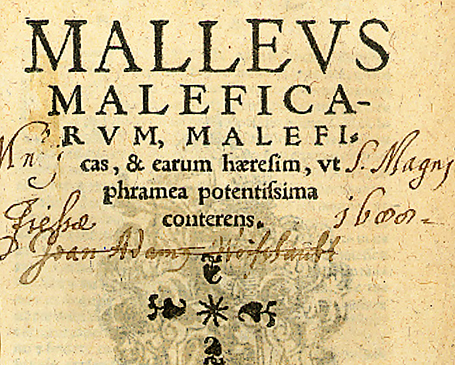
Titelseite des Malleus Maleficarum, der literarischen Inspiration von White Hammer

Der Titel Darkness (11/11)erhielt seinen Namen von dem Tag, an dem er geschrieben wurde, dem 11. November 1968, es war auch das erste Stück, in dem Jackson angeregt von Roland Kirk mit einer doppelten Bläsersektion auftrat und Alt- und Tenorsaxophon gleichzeitig spielte. Refugees wurde von Hammill für seine ehemaligen Mitstreiter Mike McLean und Susan Penhaligon geschrieben. Jackson schrieb die Musik zu Out of My Book auf dem Klavier, die von Hammill auf der Gitarre ergänzt wurde.
White Hammer handelt vom Malleus Maleficarum dem sogenannten Hexenhammer des Theologen Heinrich Kramer von 1486, der die Inquisition und die Hexenverfolgung für viele Jahrzehnte rechtfertigte und förderte.
Der Titel Whatever Would Robert Have Said? spielt auf den US-amerikanischen Physiker Robert Jemison Van de Graaff an, dem Erfinder des Van-de-Graaff-Generators, nach dem sich die Gruppe benannt hatte.
Der letzte Titel, After the Flood beschreibt die Folgen einer fiktionalen apokalyptischen Flut. Er wurde von Jackson arrangiert und enthält unter anderem eine Zwölftonfigur sowie eine Vielzahl verschiedener Stimmungs- und Stilwechsel. Der Text zitiert in Teilen Albert Einsteins Besorgnis über das Wettrüsten zwischen den USA und der Sowjetunion, was schließlich zum Kalten Krieg führte. Gegenüber Einsteins Zitat „more and more clearly general annihilation“, sang Hammill sang mit „more and more clearly total annihilation“ einen leicht abgewandelten Text.
Boat of Millions of Years bezieht sich auf die ägyptische Mythologie, der Text erzählt von einem Konflikt zwischen den Göttern Horus, Osiris und Set. Die Aufnahme stammt aus den Sessions, die für die B-Seite des Albums vorgesehen waren und als Bonus der den CD-Editionen veröffentlicht wurde.

## Titelliste
Alle Titel wurden von Peter Hammill geschrieben, außer Out of my Book von Hammill und David Jackson.
| Nr. | Titel            | Länge |
| --- | ---------------- | ----- |
| 1.  | Darkness (11/11) | 7:28  |
| 2.  | Refugees         | 6:23  |
| 3.  | White Hammer     | 8:15  |

| Nr. | Titel                            | Autor(en)              | Länge |
| --- | -------------------------------- | ---------------------- | ----- |
| 4.  | Whatever Would Robert Have Said? |                        | 6:07  |
| 5.  | Out of My Book                   | Hammill, David Jackson | 4:08  |
| 6.  | After the Flood                  |                        | 11:27 |

| Nr. | Titel                     | Länge |
| --- | ------------------------- | ----- |
| 7.  | Boat of Millions of Years | 3:50  |
| 8.  | Refugees                  | 5:24  |

## Rezeption
Die Reaktionen der Kritiker fielen überwiegend positiv aus. Eine Rezension in der International Times bezeichnete das Album als das beste Debüt seit King Crimsons In the Court of the Crimson King, während ein Rezensent in Time Out sagte, es sei „das Stärkste, was ich seit langem gehört habe“.
Auf dem deutschsprachigen Progressive-Rock-Musikportal Babyblaue Seiten wird das Album mit zehn und zweimal 11/15 Punkten bewertet. Es wird als ein auf den ersten Blick unspektakuläres Werk beschrieben, das gegenüber dem Vorgänger The Aerosol Grey Machine eine deutliche Weiterentwicklung zeigt und bei genauem Hinhören einen Ausblick auf die kommenden großen Werke von Van der Graaf Gernator gibt.
Der französische Pianist François Couturier rezensierte das Album auf AllMusic und beschrieb Hammills verzerrten Vortrag des Wortes „Annihilation“ in After the Flood als „einen der schaurigsten Momente in der Geschichte des britischen Prog Rock“. In seiner 1997 erschienenen Buch History of Progressive Rock urteilte Paul Stump, dass das Album zwar harmonisch und strukturell den zeitgenössischen Progressive-Rock-Werken von Genesis und Yes ähnelt, aber auch Anklänge an das einzigartige Werk enthält, das Van der Graaf Generator später produzieren sollte, insbesondere Jacksons „quengelig, nörgelndes (engl.: snaggling, niggling) Coltrane-artiges Saxophonspiel“. Jackson soll sich dagegen entschieden haben, White Hammer einem Freund vorzuspielen, während seine Kinder anwesend waren, er befürchtete, dass die Musik sie verängstigen könnte.
Die britische Musikzeitschrift Classic Rock kürte The Least We Can Do Is Wave to Each Other im Juli 2010 zu einem der 50 Musikalben, die den Progressive Rock prägten. Im gemeinsamen Sonderheft Classic Special Edition Pink Floyd & The Story of Prog Rock der Zeitschriften Q und Mojo wird das Album 2005 auf Platz 15 der Liste der 40 Cosmic Rock Albums gelistet.

### Charts und Chartplatzierungen
Ab 25. April 1970 wurde das Album zwei Wochen lang in den Britischen Albumcharts geführt, wo es Platz 47 erreichte.
| ChartsChartplatzierungen     | Höchstplatzierung | Wochen |
| ---------------------------- | ----------------- | ------ |
| Vereinigtes Königreich (OCC) | 47 (2 Wo.)        | 2      |